# Liste der brasilianischen Gesundheitsminister
Die Liste der brasilianischen Gesundheitsminister verzeichnet sämtliche Minister des Gesundheitsministeriums Brasiliens (portugiesisch Ministério da Saúde).
Das Ministerium wurde erst 1953 geschaffen, eine weibliche Ministerin wurde bisher nicht ernannt.

## Vierte Republik (1945–1963)
| Nr. | Ernannt       | Ende der Amtszeit | Name                                  | Anmerkungen | in der Regierung von     |
| --- | ------------- | ----------------- | ------------------------------------- | ----------- | ------------------------ |
| 1   | 6. Aug. 1953  | 22. Dez. 1953     | Antônio Balbino                       |             | Getúlio Vargas           |
| 2   | 23. Dez. 1953 | 2. Juni 1954      | Félix de Barros Cavalcanti de Lacerda |             | Getúlio Vargas           |
| 3   | 3. Juni 1954  | 24. Aug. 1954     | Mário Pinotti                         |             | Getúlio Vargas           |
| 3   | 24. Aug. 1954 | 4. Sep. 1954      | Mário Pinotti                         |             | Café Filho               |
| 4   | 5. Sep. 1954  | 9. Nov. 1955      | Aramis Taborda de Athayde             |             | Café Filho               |
| 4   | 9. Nov. 1955  | 11. Nov. 1955     | Aramis Taborda de Athayde             |             | Carlos Coimbra da Luz    |
| 4   | 11. Nov. 1955 | 20. Nov. 1955     | Aramis Taborda de Athayde             |             | Nereu Ramos              |
| 5   | 20. Nov. 1955 | 31. Jan. 1956     | Maurício Campos de Medeiros           |             | Nereu Ramos              |
| 5   | 31. Jan. 1956 | 2. Juli 1958      | Maurício Campos de Medeiros           |             | Juscelino Kubitschek     |
| 6   | 3. Juli 1958  | 31. Juli 1960     | Mário Pinotti                         |             | Juscelino Kubitschek     |
| 7   | 1. Aug. 1960  | 31. Dez. 1960     | Pedro Paulo Penido                    |             | Juscelino Kubitschek     |
| 8   | 1. Jan. 1961  | 2. Feb. 1961      | Armando Falcão                        |             | Juscelino Kubitschek     |
| 9   | 3. Feb. 1961  | 22. Aug. 1961     | Edward Cattete Pinheiro               |             | Jânio Quadros            |
| 10  | 25. Aug. 1961 | 7. Sep. 1961      | Estácio Gonçalves Souto Maior         |             | Pascoal Ranieri Mazzilli |
| 10  | 7. Sep. 1961  | 19. Juni 1962     | Estácio Gonçalves Souto Maior         |             | João Goulart             |
| 11  | 20. Juni 1962 | 30. Aug. 1962     | Manuel Cordeiro Vilaça                |             | João Goulart             |
| 12  | 18. Sep. 1962 | 18. März 1963     | Eliseu Paglioli                       |             | João Goulart             |
| 13  | 18. März 1963 | 16. Juni 1963     | Paulo Pinheiro Chagas                 |             | João Goulart             |
| 14  | 17. Juni 1963 | 4. Apr. 1964      | Wilson Fadul                          |             | João Goulart             |

## Militärregime (1964–1987), Fünfte Republik
| Nr. | Ernannt       | Ende der Amtszeit | Name                                  | Anmerkungen | in der Regierung von                 |
| --- | ------------- | ----------------- | ------------------------------------- | ----------- | ------------------------------------ |
| 15  | 4. Apr. 1964  | 15. Apr. 1964     | Vasco Leitão da Cunha                 |             | Ranieri Mazzilli                     |
| 16  | 15. Apr. 1964 | 15. März 1967     | Raimundo de Moura Britto              |             | Humberto de Alencar Castelo Branco   |
| 17  | 15. März 1967 | 31. Aug. 1969     | Leonel Tavares Miranda de Albuquerque |             | Artur da Costa e Silva               |
| 17  | 31. Aug. 1969 | 29. Okt. 1969     | Leonel Tavares Miranda de Albuquerque |             | Junta Governativa Provisória de 1969 |
| 18  | 30. Okt. 1969 | 18. Juni 1972     | Francisco de Paula da Rocha Lagoa     |             | Emílio Garrastazu Médici             |
| 19  | 19. Juni 1972 | 14. März 1974     | Mário Machado de Lemos                |             | Emílio Garrastazu Médici             |
| 20  | 15. März 1974 | 14. März 1979     | Paulo de Almeida Machado              |             | Ernesto Geisel                       |
| 21  | 15. März 1979 | 29. Okt. 1979     | Mário Augusto Jorge de Castro Lima    |             | João Figueiredo                      |
| 22  | 30. Okt. 1979 | 14. März 1985     | Waldyr Arcoverde                      |             | João Figueiredo                      |

## Neue Republik (Nova República), Sechste Republik
| Nr. | Ernannt       | Ende der Amtszeit | Name                                      | Anmerkungen                                            | in der Regierung von      |
| --- | ------------- | ----------------- | ----------------------------------------- | ------------------------------------------------------ | ------------------------- |
| 23  | 15. März 1985 | 13. Feb. 1986     | Carlos Corrêa de Menezes Sant’anna        |                                                        | José Sarney               |
| 24  | 14. Feb. 1986 | 23. Nov. 1987     | Roberto Figueira Santos                   |                                                        | José Sarney               |
| 25  | 23. Nov. 1987 | 15. Jan. 1989     | Luiz Carlos Borges da Silveira            |                                                        | José Sarney               |
| 26  | 16. Jan. 1989 | 14. März 1990     | Seigo Tsuzuki                             |                                                        | José Sarney               |
| 27  | 15. März 1990 | 23. Jan. 1992     | Alceni Guerra                             |                                                        | Fernando Collor de Mello  |
| 28  | 24. Jan. 1992 | 12. Feb. 1992     | José Goldemberg                           |                                                        | Fernando Collor de Mello  |
| 29  | 12. Feb. 1992 | 2. Okt. 1992      | Adib Jatene                               |                                                        | Fernando Collor de Mello  |
| 30  | 8. Okt. 1992  | 29. Dez. 1992     | Jamil Haddad                              |                                                        | Fernando Collor de Mello  |
|     | 29. Dez. 1992 | 18. Aug. 1993     | Jamil Haddad                              |                                                        | Itamar Franco             |
| 31  | 19. Aug. 1993 | 30. Aug. 1993     | Saulo Moreira                             |                                                        | Itamar Franco             |
| 32  | 30. Aug. 1993 | 1. Jan. 1995      | Henrique Santillo                         |                                                        | Itamar Franco             |
| 33  | 1. Jan. 1995  | 6. Nov. 1996      | Adib Jatene                               |                                                        | Fernando Henrique Cardoso |
| 34  | 6. Nov. 1996  | 13. Dez. 1996     | José Carlos Seixas                        |                                                        | Fernando Henrique Cardoso |
| 35  | 13. Dez. 1996 | 31. März 1998     | Carlos Albuquerque                        |                                                        | Fernando Henrique Cardoso |
| 36  | 31. März 1998 | 20. Feb. 2002     | José Serra                                |                                                        | Fernando Henrique Cardoso |
| 37  | 21. Feb. 2002 | 1. Jan. 2003      | Barja Negri                               |                                                        | Fernando Henrique Cardoso |
| 38  | 1. Jan. 2003  | 8. Juli 2005      | Humberto Costa                            |                                                        | Luiz Inácio Lula da Silva |
| 39  | 8. Juli 2005  | 31. März 2006     | José Saraiva Felipe                       |                                                        | Luiz Inácio Lula da Silva |
| 40  | 31. März 2006 | 16. März 2007     | Agenor Álvares                            |                                                        | Luiz Inácio Lula da Silva |
| 41  | 16. März 2007 | 31. Dez. 2010     | José Gomes Temporão                       |                                                        | Luiz Inácio Lula da Silva |
| 42  | 1. Jan. 2011  | 2. Feb. 2014      | Alexandre Padilha                         |                                                        | Dilma Rousseff            |
| 43  | 3. Feb. 2014  | 2. Okt. 2015      | Arthur Chioro                             |                                                        | Dilma Rousseff            |
| 44  | 2. Okt. 2015  | 27. Apr. 2016     | Marcelo Castro                            |                                                        | Dilma Rousseff            |
| —   | 27. Apr. 2016 | 12. Mai 2016      | Agenor Álvares                            | interimistisch                                         | Dilma Rousseff            |
| 45  | 12. Mai 2016  | 1. Apr. 2018      | Ricardo Barros                            | [ 2 ] [ 3 ]                                            | Michel Temer              |
| 46  | 2. Apr. 2018  | 31. Dez. 2018     | Gilberto Occhi                            |                                                        | Michel Temer              |
| 47  | 1. Jan. 2019  | 16. Apr. 2020     | Luiz Henrique Mandetta                    |                                                        | Jair Bolsonaro            |
| 48  | 16. Apr. 2020 | 15. Mai 2020      | Nelson Teich                              |                                                        | Jair Bolsonaro            |
| 49  | 15. Mai 2020  |                   | Eduardo Pazuello (Heeresdivisionsgeneral) | zunächst interimistisch, ab 16. September 2020 amtlich | Jair Bolsonaro            |

## Statistik
| Regierung       | Anzahl Minister | Zeitspanne in Jahren |
| --------------- | --------------- | -------------------- |
| Kubitschek      | 4               | 4                    |
| Goulart         | 5               | 3                    |
| Sarney          | 4               | 4                    |
| Collor de Mello | 4               | 1                    |
| Franco          | 3               | 3                    |
| Cardoso         | 5               | 7                    |
| Lula da Silva   | 4               | 5                    |
| Rousseff        | 4               | 2                    |
| Temer           | 2               | 1                    |
| Bolsonaro       | 2               | 1,5                  |